# Красная Заря (завод)
«Красная Заря» — телефонный завод в Санкт-Петербурге (до 1919 года принадлежал Русскому акционерному обществу «Л. М. Эриксон и К°») — частное российское предприятие, с середины 1919 года государственное, после образования СССР — советское предприятие промышленности средств связи. После 1991 года — постсоветское предприятие, впоследствии акционированное.
Ведёт свою историю от телефонной мастерской, заложенной в 1897 году в Санкт-Петербурге шведским предпринимателем и изобретателем, основателем компании «Эрикссон» Л. М. Эрикссоном, впоследствии преобразованной в завод Русского акционерного общества «Л. М. Эриксон и К°» (Устав Высочайше утвержден 21 января 1905 года), который был национализирован большевиками в 1919 году.
Приказом председателя КГИОП № 15 от 20.02.2001 производственный корпус телефонного завода Русского акционерного общества «Л. М. Эриксон и К°» включен в перечень памятников архитектуры в качестве выявленного объекта культурного наследия. В октябре 2023 года здание было включено в единый государственный реестр в качестве объекта культурного наследия регионального значения.

## История

### Основание и дореволюционный период

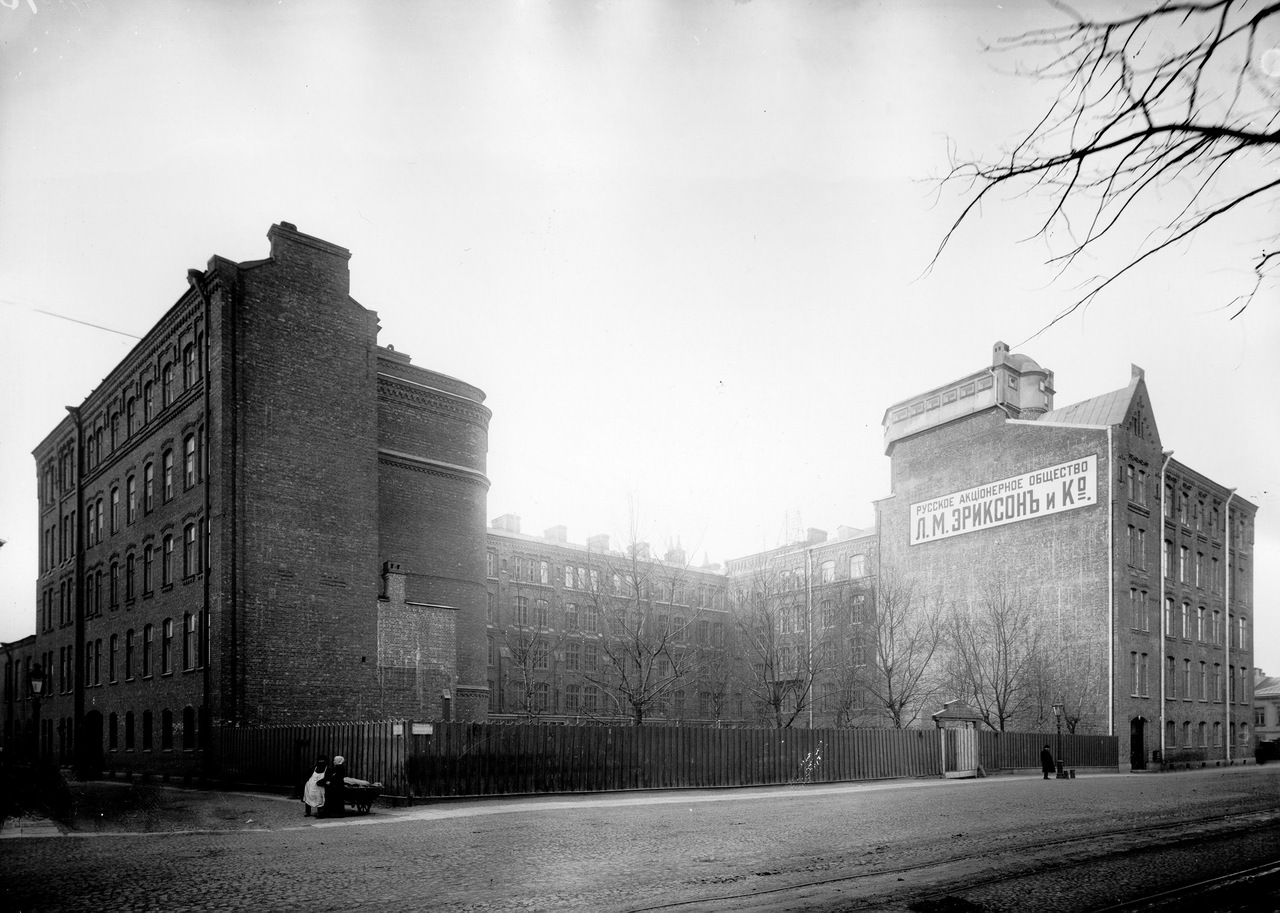
Здание телефонного завода «Эрикссон и К°».

Свою первую телефонную станцию компания LME поставила в Россию в 1893 году для Киевской телефонной сети. А уже в 1897 году владелец стокгольмской телефонной компании Ларс Эрикссон открыл в Санкт-Петербурге телефонную мастерскую на Васильевском острове в арендованном доме № 9 по 20-й линии, через 21 год после того, как начал с компаньоном своё дело с открытия в 1876 году в Стокгольме аналогичной мастерской. 

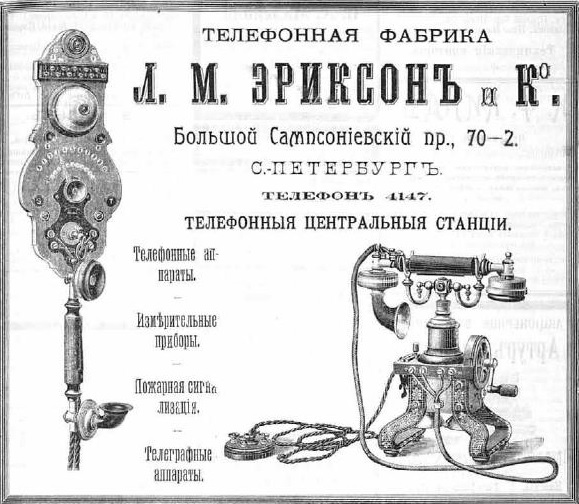
Рекламный листок Русского акционерного общества «Л. М. Эриксон и К°»

17 сентября 1898 года на заводе был изготовлен первый телефонный стенной аппарат с трёхмагнитным индуктором (модель 301), положивший начало фабричной нумерации выпускаемой продукции. Мастерская представляла собой «отвёрточное производство», поскольку изделия собирались из деталей, привозимых в Россию со шведского предприятия Эрикссона. За 4 года на Васильевском острове было собрано 12 000 телефонных аппаратов и около 100 коммутаторов системы МБ (местной батареи) на 100—200 абонентов каждый.
31 декабря 1898 года открылось телефонное сообщение Санкт-Петербурга с Москвой, на линии которой были установлены телефонные аппараты компании «Эрикссон», специально сконструированные для междугородного сообщения. По протяженности (618 верст), она занимала 4 место в мире. Только в течение первой недели эксплуатации среднесуточный обмен между столицами составил 60 переговоров, а в следующую неделю он вырос вдвое.

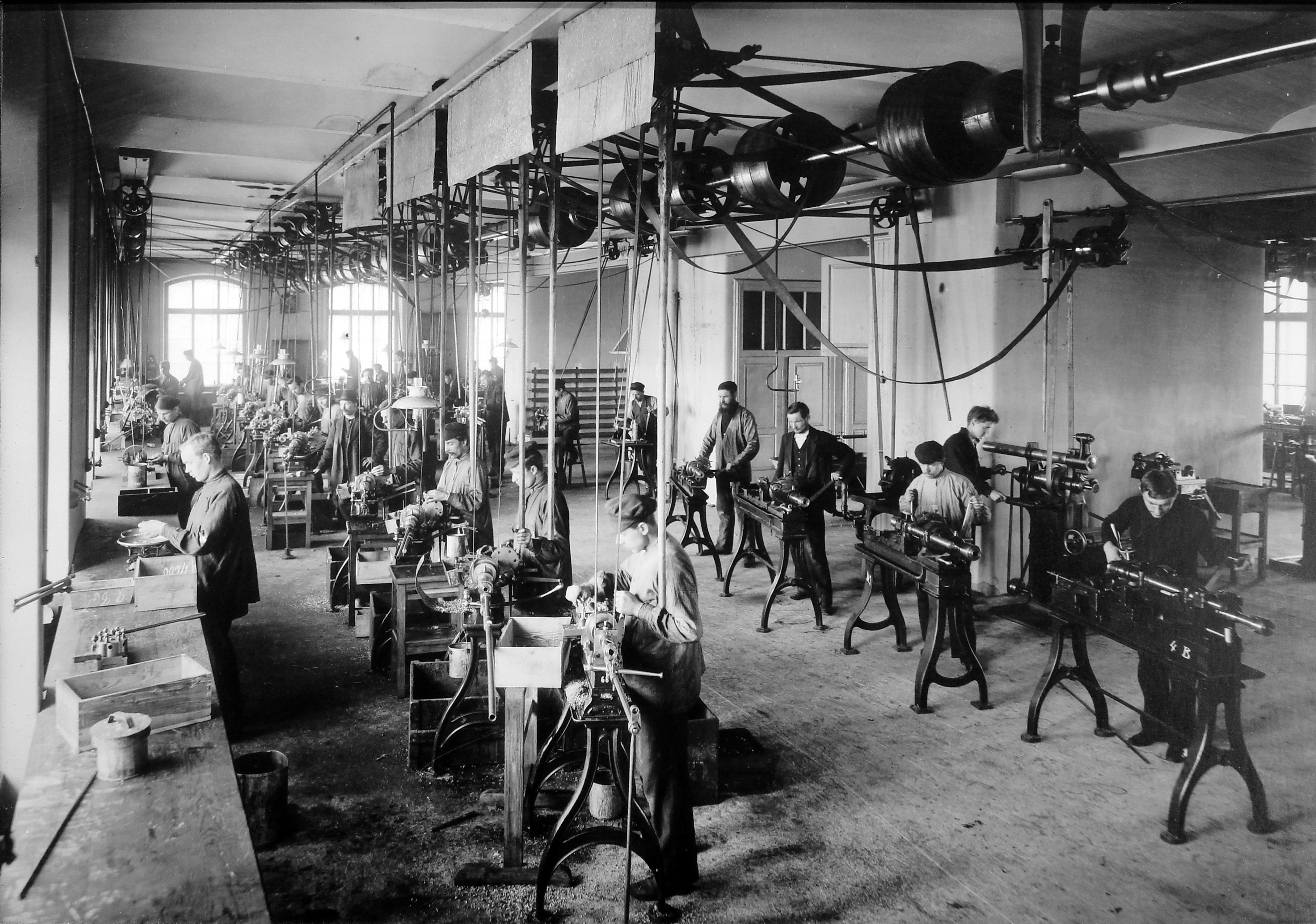
Рабочие телефонной фабрики «Эрикссон и К°».

Совсем скоро для расширения предприятия Эрикссоном были приобретены участки на Выборгской стороне, где в 1899 году началось строительство комплекса зданий телефонного завода по проекту архитектора К. К. Шмидта. Оснащение оборудованием из Швеции заняло несколько месяце. К 1900 году петербургская мастерская окончательно переехала из арендованных помещений в собственное здание на Большом Сампсониевским проспекте, дом 70, в строительство которого было вложено около миллиона крон. Это была первая зарубежная фабрика LME, на открытие которой приехал сам Ларс Эрикссон. Новая фабрика приступила к выпуску телефонных аппаратов и ручных коммутаторов. 

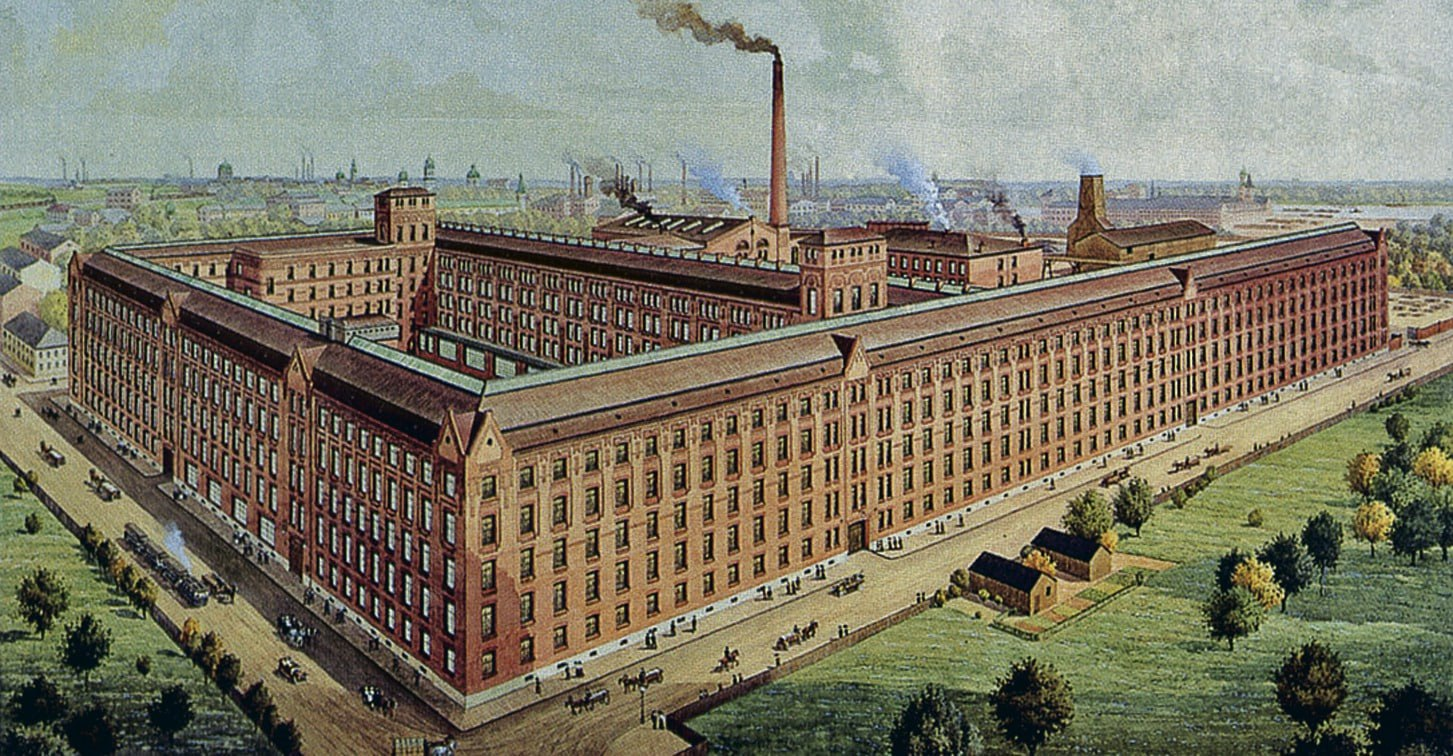
Здание телефонного завода «Эрикссон». Открытка начала 1910-х годов.

На правительственных телефонных станциях в конце XIX века действовали преимущественно коммутаторы Эрикссона.
В 1903 году Эрикссон подарил Николаю II телефонный аппарат, инкрустированный золотом и слоновой костью.
В 1904 году был закончен монтаж новой телефонной станции в Москве и введена в эксплуатацию первая очередь ёмкостью 20 000 номеров.
B 1905 году фабрика стала называться Русским акционерным обществом «Л. М. Эриксон и К°», директором которого много лет директором был русский инженер Л. И. Шпергазе, являвшийся по совместительству преподавателем Петербургского электротехнического института

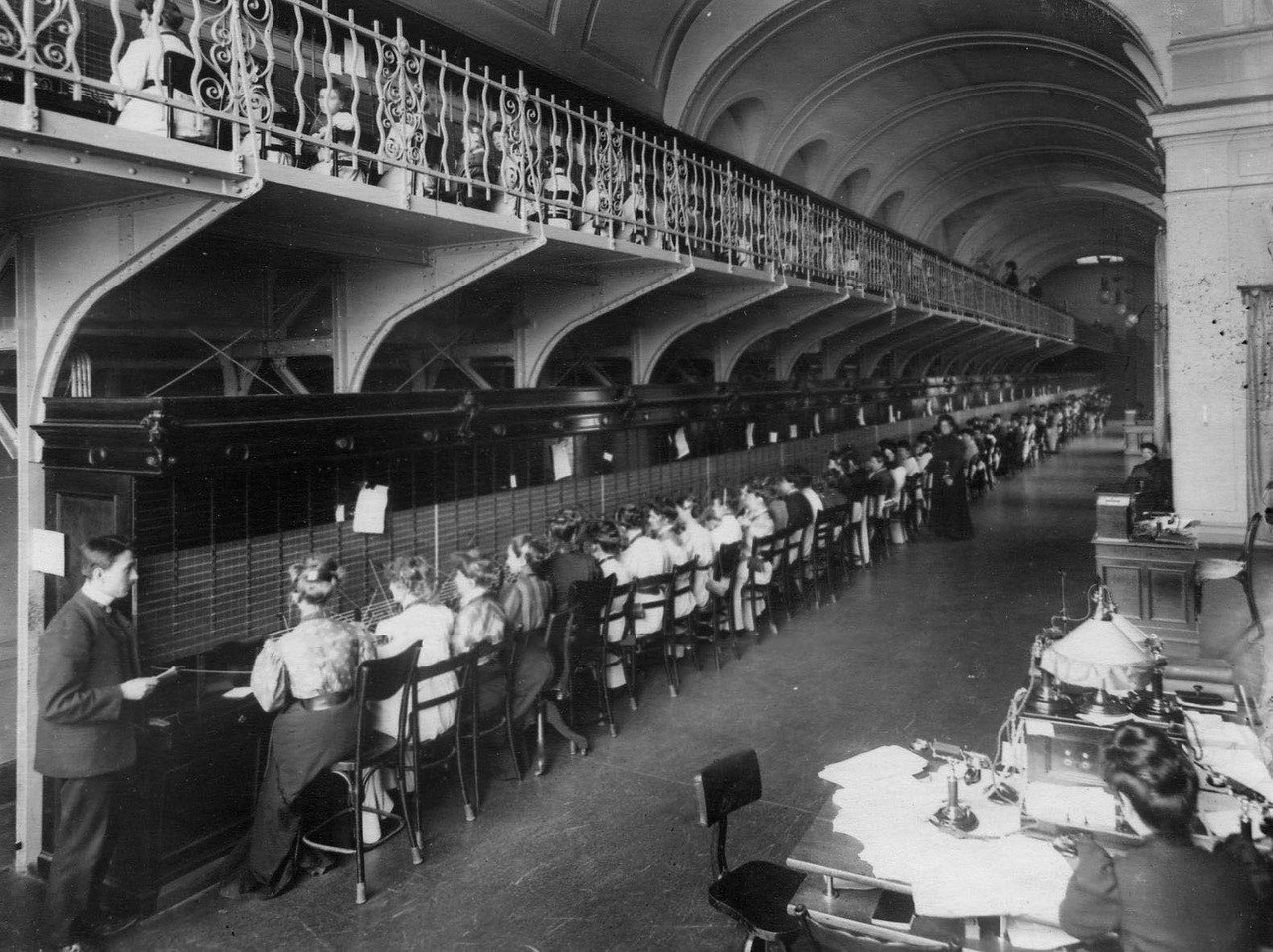
Петербургская городская телефонная станция

Петербургская фабрика была эксклюзивным поставщиком оборудования для телефонных сетей в Харькове, Ростове-на-Дону, Казани, Саратове, Самаре, Астрахани, Омске, Томске и Нижнем Новгороде. Большое внимание компания уделяла оснащению земских телефонных сетей, предлагая коммутационное оборудование и составляя проекты подключения местных телефонных сетей к междугородным и правительственным сетям, что дало возможность значительно расширить производство коммутаторов, телефонов и отдельных деталей для телефонной связи. Компания специально создала земский отдел по работе с земскими управами и решения технических и эксплуатационных вопросов, которому была поручена разработка и осуществление проектов по строительству новых и переустройству существующих земских телефонных сетей и станций.
В 1915 году, во время Первой мировой войны, Военно-техническому управлению Военного министерства удалось добиться перевода телефонно-телеграфных предприятий на военное положение. Решающую роль в снабжении Русской императорской армии телефонной аппаратурой сыграло Русское акционерное общество «Л. М. Эриксон и К°», которое в 1916 году довело годовой выпуск полевых фонических аппаратов до 101 900 штук.
В 1915 году, согласно списку петроградских предприятий, поставляющих военную продукцию, на заводе работало 2 700 человек.
К 1917 году на петербургском заводе работало 3 500 рабочих, что было в 2 раза больше, чем на головном предприятии в Стокгольме. Самыми крупными заказчиками фабрики были Главное управление почт и телеграфов, Управление железных дорог и другие военные и гражданские ведомства. Благодаря участию компании «Эрикссон» в российской телефонизации в 1890—1916 годах количество телефонных линий в России возросло в 100 раз.

### Переходное время
После Октябрьской революции директором завода остался Лев Шпергазе, поскольку тогда в собственность народа перешли казённые предприятия, а частные пока оставались у их дореволюционных владельцев. Администрация во главе с Л. И. Шпергазе считалась руководящим органом завода, однако параллельно с ней, согласно «Положению о рабочем контроле», изданном 14 ноября 1917 года Советским правительством, начал действовать вновь избранный заводской комитет во главе с его председателем И. П. Румянцевым. По инициативе Н. К. Крупской в Петрограде открыли первый детский сад для детей рабочих и служащих завода «Эриксон» (в 1970—1980-х годах — детский сад № 6 ЛНПО «Красная заря»).
Если в 1916 году производственные показатели завода достигли своих максимальных значений, то в 1917 и 1918 годах они резко упали. 18 февраля началась интервенция ряда держав в России, прежде всего Германии. Положение было серьёзным и 21 февраля 1918 года Совнарком опубликовал декрет «Социалистическое отечество в опасности!». По зову партии большевиков сотни рабочих «Эриксона» вступили в армию. Другие рабочие из-за недостатка продовольствия в Петрограде покидали город вместе с семьями. Весной 1918 года из-за нехватки топлива и сырья завод был остановлен. В последующие несколько месяцев на заводе оставалась небольшая группа сотрудников, охранявших производство и выполнявших некоторые поручения. Время от времени на завод за деталями и инструментом приходили рабочие монтажного цеха, числившиеся в длительной командировке и производившие монтаж оборудования на судах Балтфлота.
В ноябре 1918 года на заседании СНК одобрено постановление о принятии Высшим советом народного хозяйства (ВСНХ) срочных мер по восстановлению работоспособности предприятий телеграфно-телефонной промышленности, и в том числе — завода «Эриксон». Через два месяца была налажена работа на некоторых участках, при этом, по причине недостаточности в топливном снабжении, производство сосредоточили только в одном заводском корпусе.

### Национализация и довоенный советский период

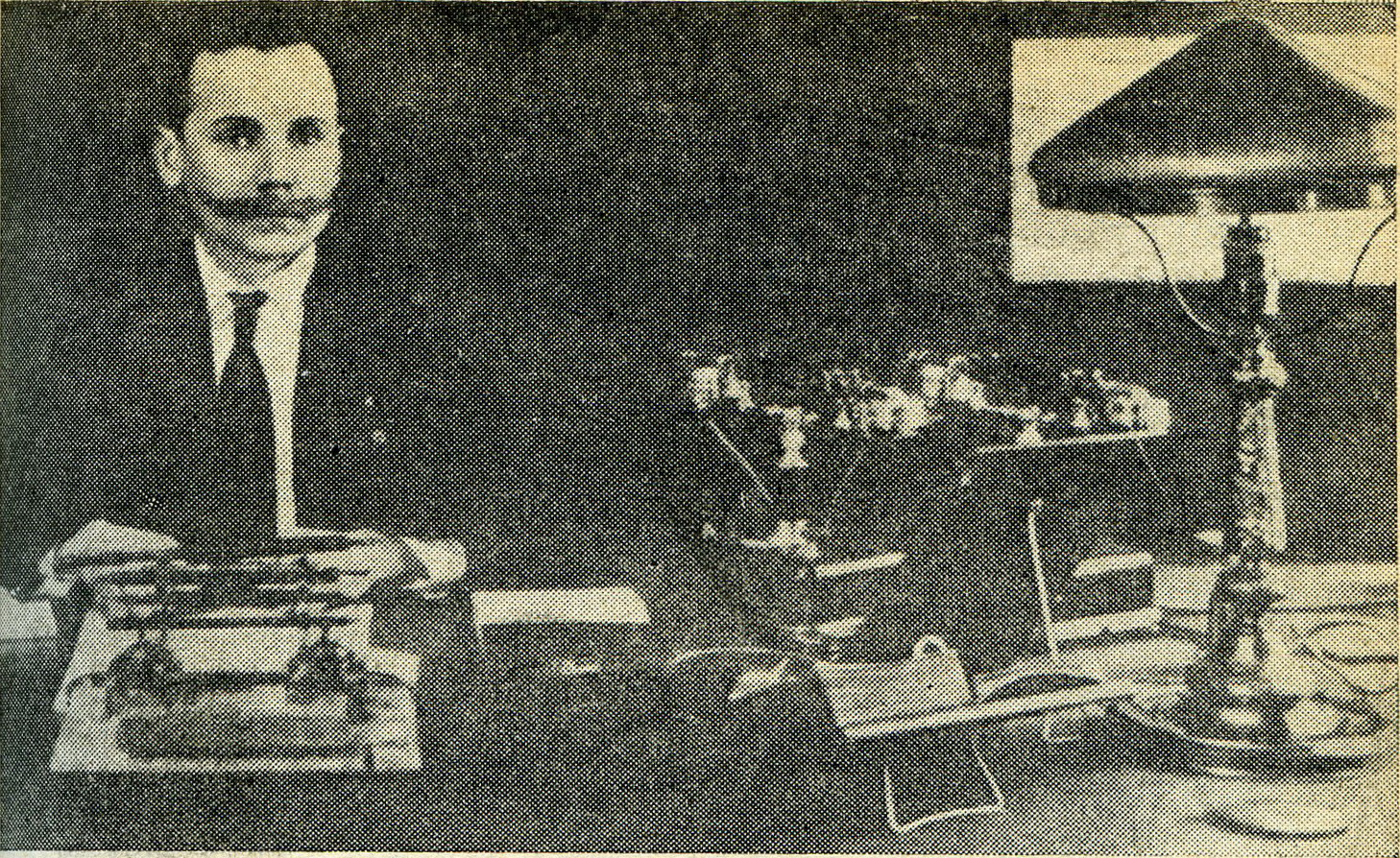
Первый красный директор И. Я. Яковлев

28 июня 1918 года телефонный и электромеханический завод «Русского АО Л. М. Эриксон и Ко» был национализирован на основании декрета СНК о национализации крупной промышленности и Постановления ВСНХ от 19 марта 1919 года о переходе в ведение Советской республики предприятий электротехнической промышленности слабого тока
21 июня 1919 года завод передан в собственность Советского государства. От имени акционерного общества акт о сдаче подписали директор Л. И. Шпергазе и В. Якимов, приняли завод члены правления секции Н. Наугольный, С. Чанышев, С. Нуждин и И. Яковлев. Первым красным директором назначили Ивана Яковлевича Яковлева, члена партии большевиков с 1912 года, неплохо знавшего данное производство. Предприятие получило название «Петроградский телефонный завод (Эриксон)».
В 1920-е годах произошло территориальное расширение предприятия за счёт бывшего небольшого завода «Старый Парвиайнен» и сноса находившихся рядом ветхих домов.
В марте 1920 года создана секция «Электросвязь», в качестве основного телефонного завода которого включён «Эриксон».
8 октября 1920 года В. И. Ленин подписывает постановление СТО, где в порядке боевого приказа предписывалось возобновить полноценную работу предприятий электротехнической промышленности, с перечислением заводов, подлежащих первоочередному восстановлению. по секции «Электросвязь» значился и «Эриксон». Руководством завода, партийцами и завкомом был составлен план восстановления завода, вынесенный на общезаводское собрание. В то время нормально работал только инструментальный цех. возрождение производства начали с автоматно-револьверного цеха, затем стали «размораживать» и другие участки производства. Почти полностью заводское оборудование было восстановлено в 1922 году.
В декабре 1921 года завод передан в Телефонно-телеграфный трест, учреждённый 14 декабря на заседании Президиума Северо-Западного областного промышленного бюро (Севзаппромбюро).
В 1921—1922 годах под руководством профессора А. А. Чернышёва спроектированы и построены два дуговых генератора по 100 кВт каждый: один для Детскосельской радиостанции, а другой для Петроградского политехнического института.
9 марта 1922 года завод вошёл в Электротехнический трест заводов слабого тока (ЭТЗСТ), созданный решением Президиума ВСНХ от 9 марта 1922 года на базе Телефонно-телеграфного треста. ЭТЗСТ действовал до 31 декабря 1929 года, а с 1 января 1930 года начало работу Всесоюзное электротехническое объединение (ВЭО), и в его ведение вошли все существовавшие электротехнические тресты.
В мае 1922 года на заседании Правления Телефонно-телеграфного треста завод окончательно получил статус головного предприятия в области изготовления аппаратуры телефонии и коммутации. ему поставлена задача приступить к подготовке производства комплектующих к телефонам, которые в России до этого не производились, с правом привлечения к соответствующим работам других предприятий треста. Контроль над выполнением этих решений возложен на члена Правления М. А. Мошковича.
В августе 1922 года произошло переименование всех 11 заводов, входящих в Государственный ЭТЗСТ: бывший «Эриксон» стал называться Петроградским телефонным заводом «Красная заря».
В ноябре 1922 года открылась школа ФЗУ, первоначально только по монтажному делу. Через три года число учащихся составляет более 150 человек, школу переводят в специально подготовленное помещение, где помимо монтажников стали готовить также механиков, аппаратчиков, столяров и чертёжников.
В 1922—1923 годах краснозарёвцы создают первые телефонные аппараты собственной конструкции — настенные и настольные, по сравнению с аналогичными изделиями «Эрикссона» значительно модернизированные. позже, после начала выпуска машинных АТС в 1927-28 годах, эти аппараты оснастили разработанными на заводе номеронабирателями.
В 1923 году в целях поддержки всесоюзного общественного движения помощи деревне создано заводское общество «Смычка».
В октябре 1923 года Правление ЭТЗСТ сохранило за заводом его статус, придав в дублёры при производстве телефонной аппаратуры Нижегородский телефонный завод. при этом на завод «Красная заря» были возложены обязанности по изготовлению телефонных аппаратов, коммутаторов, а также более сложных телефонных станций, включая автоматические, а завод в Нижнем Новгороде должен был обеспечить серийный выпуск телефонов и комплектующих к ним. В сборнике Севзаппромбюро «Промышленность Ленинграда и области 1923-24 годах» подтверждается отмеченное распределение обязанностей, а также отмечается рост производства телефонных устройств на предприятиях ЭТЗСТ на 40 % за 1923/1924 хозяйственный год.
В 1923—1924 годах по заказу Наркомата путей сообщения (НКПС) специалисты «Красной Зари» разработали, с последующим освоением на производстве, две телефонные станции системы ЦБ (с центральной батареей) для железнодорожного транспорта. автоматическая сигнализация станций обеспечивала вызов абонента, отбой и выдачу сигнала о занятости линии. Узловая станция НКПС типа ЦБх3х2 обеспечивала возможность присоединения к ней по соединительным линиям других коммутаторов, что было востребовано на многих железнодорожных станциях. Также, к ней можно было подключать однопроводные и 2-х проводные абонентские линии ЦБ и МБ (с местной батареей), междугородные линии.
После 1924 года — Ленинградский телефонный завод «Красная заря». Иногда использовалось такое название: «Телефонно-телеграфный завод „Красная Заря“» (Ленинград).
В октябре 1924 года — феврале 1925 года с целью ликвидации кризиса в стране с разменной монетой на заводе изготовлено около 300 млн медных монет. Так, мощностей Петроградского монетного двора оказалось недостаточно, и завод «Красная Заря» приступил к чеканке двух- и трёхкопеечных монет. Позже на заводе стали чеканить также одно- и пятикопеечные монеты. Полностью заказ валютного управления Наркомата финансов СССР был выполнен к 1 октября 1925 года: завод изготовил медных денег на 9 млн рублей.
В 1927 году произошла подготовка к производству машинных АТС средних и больших ёмкостей: расширены технологические и конструкторские группы техотдела, организованы новые цеха — релейный и больших АТС. Оборудована мастерская номеронабирателей. Цех больших АТС стал производить сборку, монтаж и регулировку токораспределителей, искателей и регистров при использовании сборочно-монтажных конвейеров, в связи с чем в СССР завод вышел на передовые позиции. Его опыт широко освещался печатью и внедрялся на других производствах. Первый образец машинной АТС установили в Смольном. затем стали оснащать городские сети СССР: Московскую, Ленинградскую, Смоленскую, Новосибирскую, Киевскую, Харьковскую и другие.
5 ноября 1927 года выпущен первый номер заводской многотиражной газеты «Красная заря». Краснозарёвцы-рабкоры вступили в переписку с пролетарским писателем Максимом Горьким, который тогда находился на лечении в Италии. Ответ писателя был опубликован центральной и ленинградской прессой.
В 1930 году в производство запущен унифицированный телефонный аппарат. На углу Лесного проспекта и Выборгской улицы для рабочих завода открыли Дом физкультуры, который разместили в здании закрытой ранее церкви Иоанна Предтечи.
В 1931 году завод награждён орденом Ленина. По словам М. И. Калинина, первым в Ленинграде. Вводится заводская марка — товарный знак «КЗ», автор — старший технолог отдела телефонных аппаратов и электроакустики Б. А. Волков. На заводе трудятся 7 000 человек, он шефствует над Ленинградским радиоцентром Северо-Западного управления связи (Мойка, 61, с 1930 там — Ленинградский институт инженеров связи (ЛИИС)).
В 1932 году введена в эксплуатацию мастерская для изготовления бобин для тракторов, с целью замены импортных американских бобин. Бакелитовая мастерская с «Красной зари» переведена на государственный завод пластмасс «Комсомольская правда».
В 1933 году для рабочих завода выстроена фабрика-кухня на 30 000 обедов в день.
29 июля 1934 года в Уфе смонтировали и ввели в эксплуатацию АТС на 2000 номеров, впоследствии ёмкость станции расширили до 4000, а затем и до 8000 номеров.
В середине 1930-х годов организована Центральная лаборатория проводной связи, на основе которой впоследствии было создано предприятие «Дальняя связь».
1 мая 1935 года комсомольцы-призывники завода начали пеший переход по маршруту Ленинград — Хабаровск на место прохождения воинской службы и завершили его 30 октября 1935 года. Это событие трудящиеся ЛНПО «Красная Заря» отметили 1 мая 1985 года установкой памятной металлической доски на стене здания во дворе завода.
С 1935 года мелкосерийный выпуск военных телеграфных коммутаторов для штаба корпуса ШК-20 и штаба армии ША-40 соответственно на двадцать и сорок линий.
1 июня 1939 года «Ленинградская правда» сообщила о начале опытной эксплуатации прямой телефонно-телеграфной линии между Москвой и Хабаровском, большая часть оборудования для которой была изготовлена на заводе.

8 января 1941 года предприятие «Дальняя связь» выведено из состава завода «Красная Заря»:
В целях расширения научно-исследовательской базы в области телефонного аппаратостроения, в соответствии с решением Совета Народных Комиссаров СССР от 8 января 1941 года №166 был организован Научно-исследовательский институт телефонного аппаратостроения (НИИТ) на базе бывшего Ленинградского отделения научно-исследовательского института связи и Центральной научно-исследовательской лаборатории Ленинградского ордена Ленина телефонного завода "Красная заря".
Показатели завода в конце 20-х — начале 1940-х годов: в 1927/1928 хозяйственном году удельный вес изделий завода в общем объёме всей произведенной в СССР телефонной продукции составил около 75 %. В 1928/1929 хозяйственном году завод выпустил: телефонных аппаратов (ТА) местной батареи (МБ) и коммутаторов центральной батареи (ЦБ) — 99 %, ТА спецназначения — 75 %, ТА для АТС, коммутаторов МБ и спецназначения — 100 %. Удельный вес завода в изготовлении ТА был следующим: в 1932 году — 72,2 %, в 1934 году — 90 %, в 1935 годух — 94,9 %, в 1938—1940 годах — от 98,1 до 99,2 %. В количественном отношении: в 1938 году вся промышленность СССР произвела 214,6 тыс. ТА всех типов, из них «Красная заря» — 210,9 тыс., в 1939 году — соответственно 221,4 и 219,8, в 1940 году — 184,5 и 181,1.
Маршал войск связи И. Т. Пересыпкин, имея в виду предвоенный период, отмечал: «У нас по сути дела имелся единственный завод „Красная заря“, выпускавший телефонную аппаратуру всех типов». В разработку и обеспечение телефонной аппаратурой РККА завод «Красная заря» в 1920—1930-е годы также внес весьма существенный вклад.

### Блокада
В 1941—1945 годах по распоряжению НКЭП СССР заводу присвоен № 628.
В первые дни войны производство гражданской продукции было прекращено. Завод частично эвакуирован в Уфу, где получил в своё распоряжение для установки оборудования помещения педагогического и сельскохозяйственного институтов, а также городской филармонии. Директором был назначен В. Г. Клебанов, главным инженером — П. П. Аверин, главным конструктором — Б. К. Мартьянов, главным механиком — Д. И. Гуревич. В середине августа 1941 года в Уфу из Ленинграда прибыл второй эшелон с людьми и оборудованием трёх цехов «Красной зари» — больших АТС, коммутаторного и релейного. В октябре 1941 года был налажен выпуск первой продукции — аппаратуры связи для действующей армии: полевых телефонных аппаратов и штабных коммутаторов, а через несколько месяцев завод приступил к массовому выпуску аппаратов. В Ленинграде после частичной эвакуации число работников завода уменьшилось более чем на тысячу человек. Для их возмещения к работе на заводе стали готовить подростков, учащихся ФЗО и женщин — домохозяек и студенток, которые осваивали мужские профессии. Для РККА и ВМФ завод каждый день изготавливал по несколько сот телефонных аппаратов. Помимо этого выполнялись и другие заказы — была освоена обработка корпусов и трубок запала для «лимонок» — ручных гранат Ф-1. В литейном и штамповочных цехах сделали штампы для изготовления сапёрных лопат и касок. Краснозарёвцами налажен выпуск телефонных аппаратов в городе Шадринске Курганской области. Освоением производства руководили инженеры В. П. Володин, С. П. Петров, А. Ф. Шорина, М. Е. Мелехова и другие.
В июле 1941 года завод частично эвакуирован в пермское здании кондитерской фабрики, где был организован выпуск телефонных аппаратов. В посёлке Чернушка Пермской области в помещении Машинно-тракторной станции был создан небольшой завод по выпуску коммутаторов малой ёмкости, главным инженером которого работал ведущий конструктор «Красной зари» Г. А. Олив. По окончании войны их производство прекратили, а в здание вернули МТС.
В начале 1942 года по льду Ладожского озера переправлены сотрудники и станочное оборудование завода для отправки в Москву. Под руководством главного инженера завода А. М. Беликина на базе этой техники на одном московском заводе налажен выпуск полевых телефонов для войск, а на другом — телефонного оборудования.
17 марта 1942 года на базе цеха дальней связи и научных подразделений «Красной зари» в Уфе создан самостоятельный завод № 697.
В марте-июле 1942 года пришёл приказ из Москвы о полной эвакуации завода. В начале июля эвакуированы почти все сотрудники и оборудование. На заводе в Ленинграде осталось 20 неисправных станков. Охрану помещений поручили рабочим и служащим завода в количестве 60-ти человек под началом мастера В. К. Яковлева.
В 1943 году директором возрождённого завода в Ленинграде назначен А. С. Федотов.
6 апреля 1944 года на основании распоряжения СНК СССР № 7351-р и в соответствии с приказом Наркома электропромышленности СССР от 13 апреля 1944 года № М-3-168 при заводе «Красная заря» был основан «Ленинградский электротехнический техникум», директором которого назначили И. Ф. Напалкова.

### Послевоенный период
После Великой Отечественной войны налажен выпуск автоматических телефонных станций (АТС) декадно-шаговой системы (АТСДШ) АТС-47, затем АТСДШ АТС-54. Серийное производство АТС-47 началось в 1949 году, и уже в этом году было выпущено продукции на несколько десятков тысяч номеров. За счёт разработки промежуточного оборудования впервые в мире решена задача совместной эксплуатации декадно-шаговых и машинных АТС. Авторы разработки Д. Ф. Логинов, Б. Н. Вознесенский, М. Б. Гранат, П. П. Аверин и Я. Г. Кобленц удостоены Государственной премии.
В 1950-е годы, совместно с НИИ городской и сельской связи Ленгорисполкома, создан координатной АТС для учреждений на 40 номеров — АТСК-40.
В 1956—1958 годах произошло создание и освоение фототелеграфного комплекса «Нева», его внедрение в производство на Львовском заводе телеграфной аппаратуры. готовая продукция была установлена на линиях Минсвязи СССР и ТАСС.
В 1957 году с помощью завода «Красная Заря» предприятие местной промышленности — Ленинградский завод «Радист» преобразован в релейный завод.
В 1958 году АТСК-40 представлена на Всемирной выставке 1958 года в Брюсселе и получила Гран-при, вместе с аппаратурой уплотнения телефонных каналов и фототелеграфными аппаратами.
В 1959 году с помощью завода «Красная Заря» создан Псковский завод АТС. Выпуск продукции налажен в 1959—1960 годах.
В 1961 году в здании Некрасовской телефонной станции в Ленинграде установлена первая в СССР городская координатная АТС, разработанная в рамках содружества государств-членов СЭВ — специалистами СССР, ГДР и Чехословакии и досрочно смонтированная краснозарёвцами.
В 1962 году организован филиал завода «Красная Заря» в Невеле.

### Объединение
24 апреля 1964 года было создано производственное объединение «Красная заря», в которое вошли: завод «Красная заря» с филиалом в Невеле и ОКБ, Псковский завод АТС и завод «Радист» с филиалом в Порхове. Директором объединения назначили А. А. Адеева, который до этого был директором головного завода «Красная заря». Главным инженером стал Н. А. Сергеев, а заместителем генерального директора по производству — Е. А. Евсеев.
31 декабря 1966 года Приказом № 543 Министерства радиопромышленности СССР «Ленинградский электротехнический техникум» при заводе переименован в «Ленинградский радиоаппаратостроительный техникум» (ЛРАСТ).
В 1972 году ЦКТБ релейной техники ПО «Красная заря» преобразован в Головной НИИ коммутационной техники.
24 апреля 1974 года завод вошел в Ленинградское научно-производственное объединение «Красная заря» (ЛНПО «Красная заря»).
В августе 1974 года на базе Головного НИИ коммутационной техники релейная составляющая «Красной зари» выделена в самостоятельное научно-производственное объединение «Северная заря», ставшее флагманом десятка предприятий, вошедших в 9-й (релейный) Главк Минпромсвязи СССР.

### Современность
В 1991 году произошло акционирование, деление на ряд самостоятельных юридических лиц. Одно из них — ЗАО «Завод Красная заря. Системы цифровой связи» (ЗАО «КЗ-СЦС»); по сведениям сайта-агрегатора Rusprofile предприятие работает с 27 ноября 1998 года и по настоящее время, то есть по момент запроса 16.09.2023, предоставляет посреднические услуги.
В марте 2012 года прекратило свою деятельность предприятие ОАО «НПК „Красная заря“», его недвижимость продана, большинство сотрудников уволено, а часть оставшихся пополнила ряды соседней организации[какой?].

## Производство

### Реле
Первые годы своей деятельности завод выпускал реле, разработанные по зарубежным образцам. Так, до 1924 — 1925 годов производилось пружинное реле фирмы «Эрикссон», модифицированное заводом «Красная Заря». Реле, прототипом которого было реле фирмы «Сименс и Гальске», с ножевым концом ярма, завод выпускал до 1927 года. Реле переменного тока, с массивным якорем на двух осевых винтах, разработанное заводом «Красная Заря», изготавливалось до 1931 года. После этого изготавливались реле других типов: переменного тока с медными полукольцами, пусковое реле для включения электромоторов в АТС, термореле (термоконтакт), маломощные электромагнитные реле постоянного тока типа 100, 300, 600 для АТС. На основе таких реле разработали кодовые диспетчерские реле (КДР) для железнодорожной аппаратуры связи и автоматики. Такая аппаратура эксплуатировалась в более суровых климатических условиях, чем техника телефонии. Производились КДР на другом заводе.
Впервые в России на заводе начали изготавливать мощные реле переменного тока (с утяжеленным якорем, с раздвоенным полюсом, двухфазные и детекторные), а также термореле и электротермические (термобиметаллические) реле времени, которые используются в системах автоматизации. На заводе освоено промышленное производство первых типов отечественных герконов КЭМ-1. 2. 3 и первых герконовых реле РЭС42. 43. 44.

### Телеграфия
- Военные телеграфные коммутаторы для штаба корпуса ШК-20 и штаба армии ША-40.

### Телефония
- Телефонные аппараты мирного, специального и военно-полевого назначения, например: ТА общего пользования ТАН-5 (вып. 1946—1954 ггодах), для подводников ТА глубинный (ТАГ), для армии ТА мощный (ТАМ), микротелефонные унифицированные ТА (УНА), индукторные (УНА-И) для внутренней связи в штабах и фонические (УНА-Ф) для работы в войсковых частях по однопроводным кабельным линиям, а также УНА-ФИ. Для аппаратов типа УНА окончательное техзадание по результатам испытаний опытных образцов было оформлено в начале 1926 года, с течением времени аппараты претерпевали модификации и производились до 1945 года[69].
- Телефонные станции для НКПС ЦБх2 и ЦБх3х2[26].
- Машинные АТС, выпускались в 1927—1941 годах[70].
- АТС-П-20 (1935 год) — станция на 20 номеров для внутренней связи войсковых штабов армии, корпуса РККА: с 1936 года — серийное производство[71].
- Аппаратура засекречивания телефонных переговоров ЗАС «ЕС-2» (1937 год — успешные испытания и начало серийного производства). В последующие три года выпускаются упрощённые ЗАС: ЕС-2М, МЕС, МЕС-2, МЕС-2А, МЕС-2АЖ, ПЖ-1 и др.[72].
- Опытная партия фоноиндукторных коммутаторов на 6 и 10 абонентов ТС-6 и ТС-10 (1939 год)[73].
- Малые индукторные коммутаторы (номерники) на 12 номеров, два таких коммутатора, установленных рядом, позволяли обслужить 24 абонента одним телефонистом. широко использовались в РККА. Индукторные коммутаторы Р-20-М и Р-60-М[74].
- Судовые АТС на 10 и 20 номеров (1946 год)[75].
- Автоматические телефонные станции декадно-шаговой системы (АТСДШ), главным образом городские[76]: АТС-47, АТС-54[77], выпускались в 1948—1969 годах, суммарной ёмкостью несколько миллионов номеров. Были установлены почти во всех городах СССР, включая столицу, Ленинград, столицы союзных республик, краевые, областные и районные центры страны, а также в Багдаде, Улан-Баторе и в некоторых других городах зарубежья[76].
- Координатные учрежденческо-производственные АТС: АТСК-40 (1950-е годы), УПАТС-100/400[78].
- Сельские АТС.
- Автоматические телефонные станции координатной системы АТСК (АТСК-У).
- Квазиэлектронная АТС.